# Peroxodisulfate

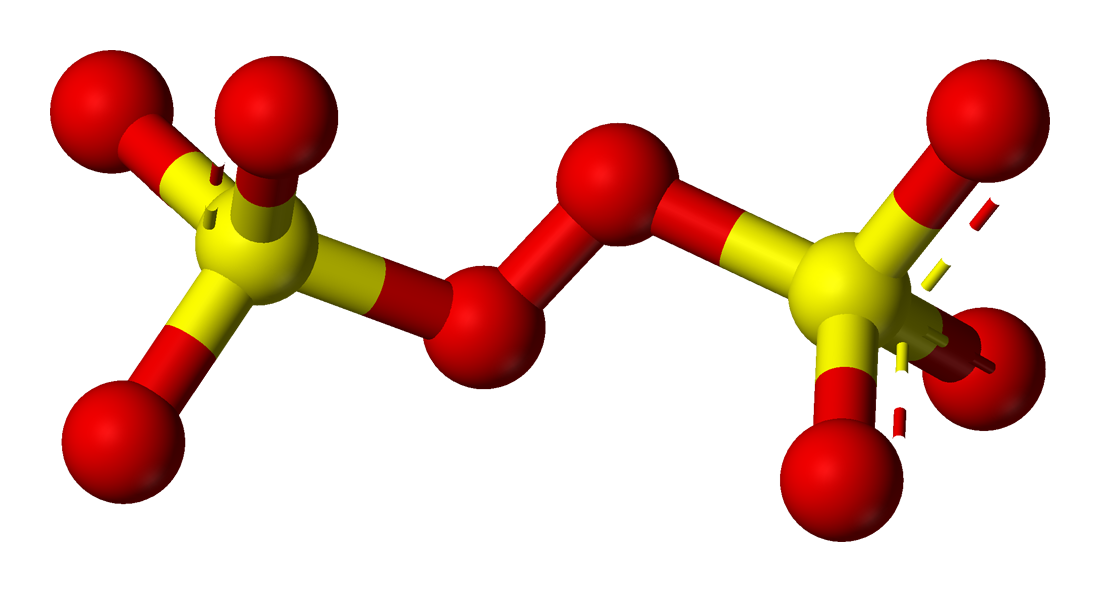
Modell des Peroxodisulfatanions

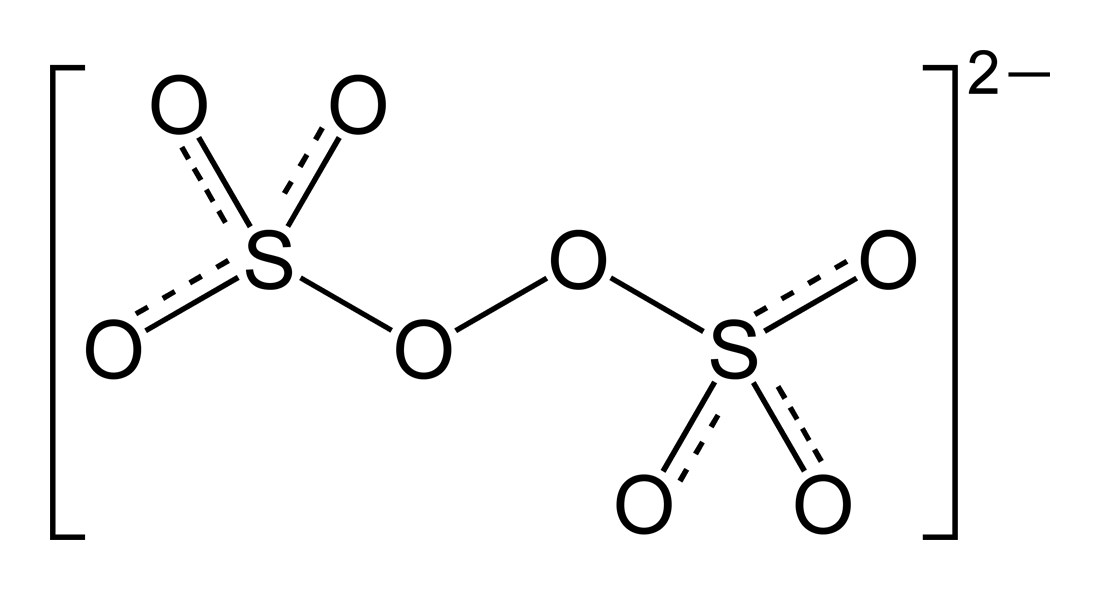
Schemazeichnung der Struktur des Peroxodisulfatanions

Peroxodisulfate (veraltet Persulfate) sind die Salze der Peroxodischwefelsäure (H2S2O8). 
Die meisten Peroxodisulfate sind außerordentlich leicht löslich, auch das Bleiperoxodisulfat und das Bariumperoxodisulfat.
Bekannte Salze sind die gut kristallisierenden Verbindungen Kaliumperoxodisulfat (K2S2O8) und Ammoniumperoxodisulfat ((NH4)2S2O8). Peroxodisulfate entstehen z. B. bei der anodischen Oxidation von Sulfaten. Sie sind sehr starke Oxidationsmittel, die z. B. Chromsalze zu Dichromat und Mangansalze zu Permanganat oxidieren können. 
Peroxodisulfate enthalten das Peroxodisulfation S2O82− = [O3S–O–O–SO3]2−, in dem zwei SO4-Tetraeder über eine O–O-Brücke verbunden sind.
Peroxodisulfate zersetzen sich beim Erwärmen unter Bildung von Sulfatradikalen: